# Officier de santé
« Officier de santé » désignait en France à partir du 10 mars 1803, une personne qui exerçait la profession médicale sans le titre de docteur en médecine.
Ce titre désignait aussi les médecins militaires en tant qu'officiers de service de santé selon un sens qui est progressivement sorti de l'usage et qui est source d'une certaine confusion.

## Historique
Les décrets des 28 juin et 8 juillet 1793 relatifs « à l’organisation des secours à accorder annuellement aux enfants, aux vieillards et aux indigents » vont créer un corps d'officiers de santé. Le texte précise qu'« il sera établi près de chaque agence un officier de santé chargé du soin de visiter à domicile et gratuitement tous les individus secourus par la nation, d’après la liste qui lui sera remise annuellement par l’agence. »
Cette disposition très « moderne », mais qui a permis la pratique de la médecine sans distinction de diplôme, va induire une confusion au sein de la population et faire progresser la désertification médicale des campagnes et le charlatanisme. 
La loi du 19 ventôse an XI (10 mars 1803) va remettre de l'ordre et crée deux niveaux dans les professions de santé : celui des médecins et chirurgiens diplômés de la Faculté et celui des officiers de santé, appelés "second ordre". Ce dernier grade était ouvert à des praticiens qui ne possédaient pas le baccalauréat mais qui avaient fait valider leur pratique par un jury départemental remplacé ensuite par un jury universitaire. Cette loi de 1803 relative à la médecine est un compromis entre l’Ancien Régime et la Révolution.

« [N]ul ne peut [après la loi du la loi du 19 ventôse,] exercer la médecine ou la chirurgie sans avoir été reçu docteur. Sauf dans les campagnes déshéritées où les « officiers de santé » créés comme palliatif pratiquent avec un bonheur inégal jusqu’en 1892. »

— Jean-François Lemaire
Ils ne purent, jusqu’en 1855, pratiquer la médecine que dans le département où ils avaient reçu leur diplôme.
Ils n’avaient pas le droit d’effectuer certains actes et ne pouvaient pas avoir accès aux fonctions de médecin hospitalier ou d’expert.
L’officiat de santé fut aboli en 1892 - c'est le cas dès les années 1870 en Moselle annexée par l'Allemagne, même si les officiers de santé déjà en exercice ont pu continuer à exercer, le dernier étant mort en 1902. On continua d'utiliser le terme chez les militaires. 

## Personnages célèbres
- Émile Bégin (1802-1888), officier de santé, lui-même fils d'un officier de santé, puis médecin et historien.
- Jean-Baptiste Marc Bourgery (1797-1849), élève de Laennec, officier de santé, puis médecin et anatomiste célèbre.
- Toussaint Bravard (1808-1871), député du Puy-de-Dôme de 1848 à 1849.
- Pierre Bretonneau (1778-1862), officier de santé, maire de Chenonceaux, puis médecin célèbre.
- Marius Cazeneuve (1839-1913), aventurier, magicien-prestidigitateur.
- François-Joseph Cazin (1788-1864) considéré comme « l’ancêtre de l’école française de phytothérapie »
- Louis Dugès, mari de Marie Jonet, sage-femme et fille de sage-femme, et père de Marie-Louise Lachapelle, sage-femme célèbre.
- Pierre Durand, (1820-1878), député du Rhône de 1876 à 1878.
- Guillaume Marie André Ferrus (1784-1861) avant de soutenir sa thèse de médecine en 1804.
- Édouard Grimaux (1835-1900), avant de devenir médecin en 1865.
- Denis Jourdanet (1815-1892), officier de santé, avant de devenir médecin en 1846.
- François-Michel Lantrac (1760-1848), médecin, révolutionnaire, refusé comme médecin, mais devint (temporairement) un officier de santé.
- Jean-Baptiste Lelièvre (1819-1886), député d'Ille-et-Vilaine de 1885 à 1886.
- René Primevère Lesson (1794-1849), avant de devenir pharmacien et chirurgien.
- Joseph-François Malgaigne (1806-1865), petit-fils d'un chirurgien, fils d'un officier de santé, officier de santé, puis chirurgien.
- Ladislas-François Mirbeau, père d'Octave Mirbeau[11].
- Victor Noyer (1795-1860) — maire de Vichy en 1853 — avant de soutenir sa thèse de médecine.
- Odilon Lannelongue (1840-1911), médecin et chirurgien, fils d'un officier de santé.
- Paul Jean Rigollot, petit-fils d'un officier de santé, inventeur du « papier Rigollot », cataplasme à base de farine de moutarde (sinapisme).
- Nicolas Saucerotte (1741-1814), médecin, père de deux officiers de santé, qui devinrent ensuite dentistes des tsars.
- Philippe-Charles Schmerling (1790-1836), avant de devenir médecin en 1825.
- Marcellin Simonnet (1824-1894), député de l'Allier de 1881 à 1889.
- Eustache-Louis-Joseph Toulotte (1773-1860), écrivain et militant révolutionnaire.
- Charles-Émile Troisier (1844-1919), médecin, professeur agrégé de médecine, fils d'un officier de santé.
- Louis René Villermé (1782-1863), formé comme officier de santé, promu chirurgien aide-major dans l'armée avant de devenir finalement médecin.
- François-Auguste Vinson (1791-1851), officier de santé, puis médecin, homme politique et poète.

## Personnages de fiction
- Charles Bovary, le mari de Madame Bovary dans le roman de Gustave Flaubert, est un officier de santé.